# Вирџинија Трешер
Вирџинија Трешер (Роум, 28. фебруар 1997), је америчка спортисткиња која се такмичи у стрељаштву. На Олимпијским играма у Рио де Жанеиру у дисциплини ваздушна пушка на десет метара освојила је златну медаљу као изненађење такмичења. Студира на Униврзитету Западна Вирџинија.